# 堯羅什·安多爾

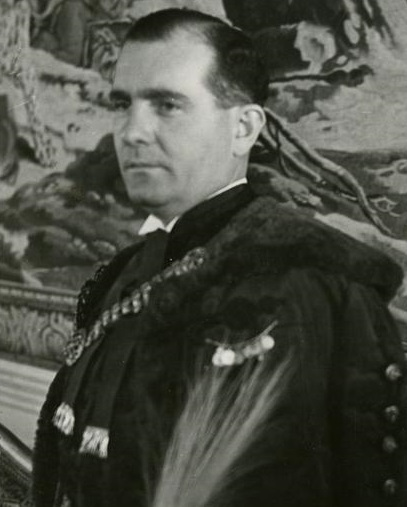
堯羅什·安多爾

内梅什米特齊騎士堯羅什·安多爾（匈牙利語：Nemesmiticzi vitéz Jaross Andor；1896年5月23日—1946年4月11日），匈牙利民族團結政府內政部長，負責為納粹驅逐猶太人。

## 生平
堯羅什出身上匈牙利的貴族家庭，但特里亞農條約的簽訂迫使他與祖國分離，成為捷克斯洛伐克國籍的匈牙利人，此後，堯羅什加入全國小地主與農民黨在當地的運動，投身特里亞農條約修正主義運動，第一次維也納仲裁裁決後，堯羅什恢復匈牙利國籍，在伊姆雷迪首相任內入閣，與伊姆雷迪·貝拉一起成立反對黨匈牙利復興黨，斯托堯伊·德邁任內官拜內政部長，但在霍爾蒂·米克洛什攝政王的壓力下辭職，納粹德國發動瑪格麗特行動推翻親同盟國的霍爾蒂政權後，堯羅什再次入主內政部，組織了驅逐猶太人的行動。但不久後迫於紅軍攻勢向西逃往，但途中遭美軍俘獲，引渡回匈牙利，遭處決。